# جيش الثوار
جيش الثوار هو فصيل عسكري سوري مسلح متعدد الأعراق متحالف مع وحدات حماية الشعب الكردية في الأساس ويشارك في الحرب الأهلية السورية كجزء من قوات سوريا الديمقراطية.
تأسس كائتلاف للجيش السوري الحر في مايو 2015 وينتشر في في ست محافظات، يضم في عضويته العرب والأكراد والتركمان. مع أهدافه المعلنة لمحاربة كل من الحكومة السورية وتنظيم الدولة الإسلامية في العراق والشام كان من المتوقع أن يصبح أحد أكثر التحالفات العسكرية ذات الصلة في شمال سوريا.
يعتبر جيش الثوار نفسه جزءًا من التيار الرئيسي للمسلحين ورفض برنامج التدريب والتجهيز الأمريكي لأنه أراد أن يكون قادرًا على محاربة الحكومة السورية وداعش، فقد كان دائمًا متحالفًا مع وحدات حماية الشعب لذلك لم يتلق الدعم التركي ورفض مجموعة أصدقاء سوريا وانخرط في صراع مفتوح مع الجماعات الإسلامية المتمردة.

## روابط خارجية
- الموقع الرسمي